# Geißhorn
Geißhorn lub Walser Geißhorn – szczyt w Alpach Algawskich, części Alp Bawarskich. Leży na granicy między Austrią (Vorarlberg), a Niemcami (Bawaria). Szczyt można zdobyć drogą ze schroniska Mindelheimer Hütte.